# Das Grauen kam aus dem Nebel
Das Grauen kam aus dem Nebel (Originaltitel La morte risale a ieri sera) ist ein italienisch-deutsches Thrillerdrama aus dem Jahr 1970 von Duccio Tessari. Raf Vallone, Frank Wolff, Gabriele Tinti und Eva Renzi spielten die Hauptrollen. Der Film basiert auf dem Kriminalroman I milanesi ammazzano al sabato (1969, auf Deutsch Die Mailänder töten am Sonnabend) von Giorgio Scerbanenco.

## Handlung
Nach dem Tod seiner Frau geht der Angestellte Amanzio Berzaghi ganz in seiner Arbeit auf und kümmert sich liebevoll um seine Tochter Donatella. Die ist zwar bereits 25 Jahre alt, aber geistig stark behindert und fordert somit in seiner freien Zeit all seine Aufmerksamkeit. Als Berzaghi eines Abends von der Arbeit heimkehrt, ist Donatella spurlos verschwunden. Niemand weiß, wo sie ist, niemand hat sie fortgehen sehen. In seiner Verzweiflung wendet sich Amanzio an den Polizeikommissar Lamberti. Der zeigt viel Verständnis für die Sorgen des Vaters und nimmt sich, gemeinsam mit seinem Assistenten Mascaranti, der Sache an. Doch man stößt bald auf eine Mauer des Schweigens und kommt in diesem Fall zunächst nicht weiter.
Die beiden Kriminalbeamten haben einen Verdacht, denn die hübsche Donatella wäre nicht das erste Mädchen, das in die Fänge von skrupellosen Frauenhändlern geraten ist, die Mädchen in die Großstadthölle von Mailand verschleppen und sie dort zur Prostitution zwingen. Um den Druck zu erhöhen, nimmt man sich den einschlägig bekannten Zuhälter Salvatore vor. Er ist ein Kenner jener Kreise und kann, so hofft die Polizei, entsprechende Hinweise beschaffen. Bald bestätigt sich der Verdacht. Den Entführern Donatellas wird schließlich die Sache zu heiß, und die Signorina wird eiskalt ermordet und auf einem offenen Feld verbrannt. Nun aber tritt Amanzio auf den Plan, der nur noch von Hass und dem Wunsch nach Rache erfüllt ist. Er durchforstet die Puffs von ganz Mailand, denn er will unbedingt die Täter schnappen und sie in mörderischer Selbstjustiz ihrer gerechten Strafe zuführen. Als er die Schuldigen findet, kennt Amanzio kein Erbarmen mehr …

## Entstehung und Veröffentlichung
| Figur                   | Darsteller       | Deutscher Sprecher |
| ----------------------- | ---------------- | ------------------ |
| Amanzio Berzaghi        | Raf Vallone      | Martin Hirthe      |
| Kommissar Duca Lamberti | Frank Wolff      | Gerd Martienzen    |
| Mascaranti              | Gabriele Tinti   | Arne Elsholtz      |
| Salvatore               | Gigi Rizzi       | Michael Chevalier  |
| Terrell                 | Beryl Cunningham | Ingrid van Bergen  |
| Salvasanti              | Checco Rissone   | Klaus Miedel       |

Das Grauen kam aus dem Nebel – der reißerische deutsche Verleihtitel ergibt absolut keinen Sinn – entstand zwischen dem 31. März und dem 6. Mai 1970 in Mailand und wurde am 5. September desselben Jahres in Italien uraufgeführt. Die Deutschland-Premiere war am 16. Juli 1971.
Peter Hahne übernahm die Herstellungsleitung, Enrico Tavaglieri die Ausstattung. Danda Ortoni entwarf die Kostüme. Die deutsche Fassung entstand unter Dialogbuch und -regie von Arne Elsholtz, der auch den Mascaranti sprach.

## Kritiken
Die internationale Kritik kam zu sehr unterschiedlichen Einschätzungen. Nachfolgend drei Beispiele:
Auf AllMovie ist Folgendes zu lesen: “Obwohl kein Giallo-Film im engeren Sinne, verdient dieser Kriminal- bzw. Rachefilm Aufmerksamkeit seitens der Fans wegen seiner Genrebesetzung und einer ungewöhnlichen Herangehensweise an gängige Themen. […] Regisseur Duccio Tessari […] durchsetzt diese Geschichte mit viel mehr Menschlichkeit, als es typisch für das Genre ist. Die Handlung … hat ihre Probleme, aber Tessaris Fokus auf Charakter minimiert die Ungereimtheiten und präsentiert ein düsteres, kraftvolles Porträt einer entmenschlichten, urbanen Hölle. Dieses vernachlässigte Juwel leidet nur unter Gianni Ferrios unerklärlich holpernder Musik, ist aber ansonsten ein Gewinner.”
Im Filmdienst heißt es: „Achtlos heruntergekurbelter Krimi mit oberflächlichen Spannungseffekten.“
“Hüllt man um den unsäglichen deutschen Titel so schnell wie möglich den Nebel des Schweigens, bekommt man mit Duccio Tessaris Beitrag eines der ganz großen, zeitgenössischen Filmerlebnisse geboten. […] Die Thematik orientiert sich an scheinbar ganz gewöhnlichen Begebenheiten, doch erstaunlicherweise gibt der Film auch sein volles tragisches Potential preis. […] Tessari legt […] großen Wert auf feine Unterschiede in der Strategie seiner Inszenierung. Ein lautes Thema mit Diskretion versehen, Abstoßendes durch Stil und feinfühlige Untertöne entschärfen, die Nervosität niemals in Hysterie umschlagen zu lassen, es ist schon erstaunlich, welch seriöses Gewand der Schock hier tragen darf. […] Die Kombination Schauspielerfilm und packende Story […] lässt Das Grauen kam aus dem Nebel zu einem nicht nur sehenswerten, sondern vor allem auch fordernden Genre-Polygamisten werden, der stilistisch und inszenatorisch einwandfrei ist.”